# Гений (телесериал)
«Ге́ний» (англ. Genius) — американский документальный телесериал-антология, разработанный Ноем Пинком и Кеннетом Биллером; премьера сериала состоялась 25 апреля 2017 года на телеканале National Geographic. Первый сезон рассказывает о жизни Альберта Эйнштейна, начиная с юности, когда он работал экспертом в Бюро патентов, и до того времени, когда он стал всемирно известным физиком и автором теории относительности. Сезон основан на книге Уолтера Айзексона «Альберт Эйнштейн. Его жизнь и вселенная».
19 апреля 2017 года National Geographic продлил сериал на второй сезон, сообщив, что личность героя второго сезона будет раскрыта в финале первого сезона. Позже было объявлено, что второй сезон будет посвящён жизни художника Пабло Пикассо. 18 апреля 2018 года сериал был продлён на третий сезон, который будет посвящён американской певице Арете Франклин. Премьера сезона состоялась 21 марта 2021 года. Четвёртый сезон посвящён жизни Мартина Лютера Кинга и Малкольма Икс.

## Сюжет
Первый сезон сосредоточен на физике-теоретике Альберте Эйнштейне. Эйнштейн показывается в разные периоды своей жизни: как клерк, работающий в Бюро патентов и пытающийся получить работу преподавателем и докторскую степень, и как уважаемый учёный, разработавший теорию относительности. Джеффри Раш и Джонни Флинн играют роли пожилого и молодого Эйнштейна соответственно.
Второй сезон повествует о долгой и насыщенной жизни художника Пабло Пикассо, прошедшего через Гражданскую войну в Испании и Вторую мировую и общавшегося с Эрнестом Хемингуэем, Марком Шагалом, Жаном Кокто и многими другими знаменитыми современниками. Особое место в проекте отведено бурной личной жизни Пикассо — его бракам и романам, каждый из которых был мощнейшим источником вдохновения для его творчества.

## В ролях

### Эйнштейн
- Джеффри Раш — Альберт Эйнштейн

- Джонни Флинн — молодой Альберт Эйнштейн

- Саманта Колли — Милева Марич

- Никки Хан — юная Милева Марич

- Ричард Топол — Фриц Габер
- Майкл Макэлхаттон — Филипп Ленард
- Эмили Уотсон — Эльза Эйнштейн

- Гвендолин Эллис — юная Эльза Эйнштейн

- Ральф Браун — Макс Планк
- Давид Денсик — Нильс Бор
- Никола Джуричко — Лео Силард
- Т. Р. Найт — Джон Эдгар Гувер
- Коррадо Инверницци — Пьер Кюри
- Клара Иссова — Мария Склодовская-Кюри

### Пикассо
- Антонио Бандерас — Пабло Пикассо

- Алекс Рич — молодой Пикассо

- Клеманс Поэзи — Франсуаза Жило
- Роберт Шиэн — Карлос Касагемас
- Поппи Делевинь — Мария-Тереза Вальтер
- Эшлинг Франчози — Фернанда Оливье
- Себастьян Роше — Эмиль Жило
- Саманта Колли — Дора Маар
- София Дониантс — Ольга Хохлова
- Дэвид Уилмот — Хосе Руис Бласко
- Т. Р. Найт — Макс Жакоб
- Сет Гейбл — Гийом Аполлинер
- Джонни Флинн — Ален Кюни
- Трэйси Чимо — Гертруда Стайн

### Арета
- Синтия Эриво — Арета Франклин

- Шайан Джордан — юная Арета

- Кортни Би Вэнс — К. Л. Франклин
- Дэвид Кросс — Джерри Векслер
- Малкольм Барретт — Тед Уайт
- Патрис Ковингтон — Эрма Франклин
- Кимберли Герберт Грегори — Рут Боуэн
- Ребекка Наоми Джонс — Кэролайн Франклин
- Люк Джеймс — Глинн Тёрмен
- Уилли Реполи — Том Дауд

### Мартин Лютер Кинг и Малкольм Икс
- Кевин Харрисон мл. — Мартин Лютер Кинг мл.

- Джалин Холл — молодой Мартин Лютер Кинг мл.

- Аарон Пьер — Малкольм Икс
- Веруче Опиа — Коретта Скотт Кинг
- Джейме Лоусон — Бетти Шабазз
- Рон Сефас Джонс — Элайджа Мухаммад
- Гэри Карр — Клайд Икс
- Юбер Поинт-Дю Жур — Ральф Абернати
- Ленни Джеймс — Мартин Лютер Кинг ст.
- Лиза Гэй Хэмилтон — Альберта Уильямс Кинг

## Эпизоды
| Сезон | Название                         | Серии | Серии | Даты показа    | Даты показа     |
| Сезон | Название                         | Серии | Серии | Первая серия   | Последняя серия |
| ----- | -------------------------------- | ----- | ----- | -------------- | --------------- |
| 1     | Эйнштейн                         | 10    | 10    | 25 апреля 2017 | 20 июня 2017    |
| 2     | Пикассо                          | 10    | 10    | 24 апреля 2018 | 19 июня 2018    |
| 3     | Арета                            | 8     | 8     | 21 марта 2021  | 24 марта 2021   |
| 4     | Мартин Лютер Кинг и Малкольм Икс | 8     | 8     | 1 февраля 2024 | 22 февраля 2024 |

### Сезон 1: Эйнштейн (2017)
| № общий | № в сезоне | Название        | Режиссёр      | Автор сценария                                           | Дата премьеры  | Зрители в США (млн) |
| --- | ---------- | --------------- | ------------- | -------------------------------------------------------- | -------------- | ------------------- |
| 1 | 1          | «Chapter One»   | Рон Ховард    | Сюжет : Ной Пинк и Кеннет Биллер Телесценарий : Ной Пинк | 25 апреля 2017 | 1.38                |
| Когда в Германии 1930-х годов лихорадка антисемитизма достигает своего пика, знаменитый физик Альберт Эйнштейн колеблется между решением искать вместе со своей второй женой убежища в Америке, или остаться в Германии из солидарности со своими друзьями — другими еврейскими учёными.                                      |            |                 |               |                                                          |                |                     |
| 2 | 2          | «Chapter Two»   | Минки Спиро   | Анжелина Барнет                                          | 2 мая 2017     | 1.05                |
| Будучи студентом политехнического университета Цюриха, молодой Альберт Эйнштейн влюбляется в единственную девушку в его группе, своенравную Милеву Марич. |            |                 |               |                                                          |                |                     |
| 3 | 3          | «Chapter Three» | Минки Спиро   | Марк Лафферти                                            | 9 мая 2017     | 1.02                |
| Недавний выпускник цюрихского университета Альберт Эйнштейн пытается свести концы с концами, чтобы прокормить свою семью, и одновременно не теряет надежды занять должность, которая позволит ему проникнуть в научное сообщество, славящееся своими традициями и строгими принципами.                                        |            |                 |               |                                                          |                |                     |
| 4 | 4          | «Chapter Four»  | Кевин Хоокс   | Ной Пинк                                                 | 16 мая 2017    | 0.93                |
| Работая днём в патентном бюро в Берне, Альберт Эйнштейн, поддерживаемый своей женой Милевой, форсирует события и пишет в течение одного года сразу четыре научных работы, среди которых одна посвящена специальной теории относительности, что позволит потом историкам назвать этот год его «волшебным годом».               |            |                 |               |                                                          |                |                     |
| 5 | 5          | «Chapter Five»  | Кевин Хоокс   | Раф Грин                                                 | 23 мая 2017    | 0.94                |
| Параллельно со своей преподавательской деятельностью, Альберт Эйнштейн начинает свою карьеру в академическом мире, к чему он так стремился, и разрабатывает свою знаменитую общую теорию относительности. |            |                 |               |                                                          |                |                     |
| 6 | 6          | «Chapter Six»   | Джеймс Хос    | Брайан Петерсон                                          | 30 мая 2017    | 1.02                |
| Перевезя свою семью в Берлин, чтобы заниматься работой и одновременно быть поближе к своей новой возлюбленной Эльзе , Альберт Эйнштейн прикладывает все силы к тому, чтобы доказать свою общую теорию относительности. |            |                 |               |                                                          |                |                     |
| 7 | 7          | «Chapter Seven» | Джеймс Хос    | Келли Саудерс                                            | 6 июня 2017    | 1.06                |
| Полностью измотанный физически и психически, Альберт Эйнштейн начинает испытывать серьёзные проблемы со здоровьем, что ставит под вопрос его попытки оставить заметный след в истории науки. |            |                 |               |                                                          |                |                     |
| 8 | 8          | «Chapter Eight» | Кеннет Биллер | Анжелина Барнетт и Франческа Балтер                      | 13 июня 2017   | 1.05                |
| В условиях поднимающего голову нацизма Альберт Эйнштейн принимает решение уехать в США вместе со своей женой Эльзой, однако их визы для въезда в США оказываются заблокированными госдепартаментом США. |            |                 |               |                                                          |                |                     |
| 9 | 9          | «Chapter Nine»  | Кеннет Биллер | Кеннет Биллер и Раф Гриин                                | 20 июня 2017   | 1.04                |
| Альберт Эйнштейн и Эльза переезжают в Америку, одновременно пытаясь спасти тех, кого они оставляют в Германии. Несмотря на то, что его продолжает безумно увлекать квантовая физика, в условиях растущей угрозы реализации планов по расщеплению атома в Германии, ему приходится сконцентрироваться именно на этой проблеме. |            |                 |               |                                                          |                |                     |
| 10 | 10         | «Chapter Ten»   | Кеннет Биллер | Марк Лафферти                                            | 20 июня 2017   | 1.04                |
| После того, как была сброшена атомная бомба, и Вторая мировая война закончилась, стареющий Альберт Эйнштейн занимает активную позицию гражданина мира. Будучи вовлечённым в разработку атомного оружия, он испытывает за это чувство вины и фокусирует свои усилия на предотвращении будущих войн.                            |            |                 |               |                                                          |                |                     |

### Сезон 2: Пикассо (2018)
| № общий | № в сезоне | Название        | Режиссёр       | Автор сценария                   | Дата премьеры  | Зрители в США (млн) |
| --- | ---------- | --------------- | -------------- | -------------------------------- | -------------- | ------------------- |
| 11 | 1          | «Chapter One»   | Кеннет Биллер  | Кеннет Биллер                    | 24 апреля 2018 | 0.72                |
| Пабло Пикассо борется за то, чтобы привлечь внимание общественности к возрастающей угрозе фашизма в Испании. Молодой Пикассо мечтает о том, чтобы стать великим художником, но сначала ему необходимо найти свой собственный неповторимый стиль.                                                |            |                 |                |                                  |                |                     |
| 12 | 2          | «Chapter Two»   | Кеннет Биллер  | Кеннет Биллер                    | 24 апреля 2018 | 0.52                |
| Вторая мировая война в разгаре, но повзрослевший Пикассо отказывается уезжать из Парижа. Молодой Пикассо добивается быстрого успеха во время своей первой поездки в Париж, копируя известных художников, но он постоянно стремится нарисовать что-то в своей действительно оригинальной манере. |            |                 |                |                                  |                |                     |
| 13 | 3          | «Chapter Three» | Кевин Хукс     | Брайан Петерсон и Келли Соудерс  | 1 мая 2018     | 0.26                |
| Молодой Пикассо после самоубийства своего лучшего друга начинает Голубой период творчества и встречает свою первую большую любовь, Фернанду Оливье. Пикассо в зрелом возрасте начинает роман со своей последней большой любовью, молодой актрисой Франсуазой Жило.                              |            |                 |                |                                  |                |                     |
| 14 | 4          | «Chapter Four»  | Кевин Хукс     | Раф Грин                         | 8 мая 2018     | 0.35                |
| В то время, как пожилой Пикассо заводит сразу две любовные связи, молодой Пикассо стремится создать шедевр, который бы заставил всех говорить о нём, как о большом художнике. |            |                 |                |                                  |                |                     |
| 15 | 5          | «Chapter Five»  | Лора Белси     | Ноа Пинк                         | 15 мая 2018    | 0.33                |
| Пикассо в зрелом возрасте пытается убедить Франсуазу переехать жить к нему, в это время перед молодым Пикассо возникает вызов в виде гения Матисса. |            |                 |                |                                  |                |                     |
| 16 | 6          | «Chapter Six»   | Лора Белси     | Мэтью Ньюман                     | 22 мая 2018    | 0.33                |
| Пожилой Пикассо берёт Франсуазу Жило с собой в отпуск. Молодой Пикассо начинает вместе с Жоржем Браком эксперименты с кубизмом, а его подозревают в краже Моны Лизы. |            |                 |                |                                  |                |                     |
| 17 | 7          | «Chapter Seven» | Грег Яайтанес  | Венди Рисс                       | 29 мая 2018    | 0.26                |
| После Второй мировой войны Пикассо вступает в компартию. Его преследует трагическая любовная история. |            |                 |                |                                  |                |                     |
| 18 | 8          | «Chapter Eight» | Грег Яайтанес  | Стефани К. Смит                  | 5 июня 2018    | 0.27                |
| Пабло, выполняя заказ по оформлению балета, встречает свою первую жену, балерину. Пикассо в пожилом возрасте пытается как-то управлять своей большой и сложной семьёй. |            |                 |                |                                  |                |                     |
| 19 | 9          | «Chapter Nine»  | Матиас Хэрндль | Раф Грин и Али Гордон-Гольдштейн | 12 июня 2018   | 0.27                |
| Франсуаза Жило уходит от Пикассо и пытается реализовать свои цели как художницы. В это время молодая Дора Маар стремится встретиться с Пикассо. |            |                 |                |                                  |                |                     |
| 20 | 10         | «Chapter Ten»   | Матиас Хэрндль | Мэтью Ньюман и Ноа Пинк          | 19 июня 2018   | 0.34                |
| Оставив Пикассо, Франсуаза Жило стремится избавиться от его влияния на своё творчество. Пикассо возвращается к тому, чтобы достичь совершенного уровня в технике рисования. |            |                 |                |                                  |                |                     |

### Сезон 3: Арета (2021)
| № общий | № в сезоне | Название                                                             | Режиссёр         | Автор сценария                                     | Дата премьеры | Зрители в США (млн) |
| ------- | ---------- | -------------------------------------------------------------------- | ---------------- | -------------------------------------------------- | ------------- | ------------------- |
| 21      | 1          | «Respect» «Уважение»                                                 | Энтони Хемингуэй | Сьюзен-Лори Паркс                                  | 21 марта 2021 | 1.38                |
| 22      | 2          | «Until The Real Thing Comes Along» «Пока не случится настоящая вещь» | Нима Барнетт     | Сьюзен-Лори Паркс и Диана Сон                      | 21 марта 2021 | 1.37                |
| 23      | 3          | «Do Right Woman» «Сделай правильно, женщина»                         | Нима Барнетт     | Сьюзен-Лори Паркс и Диана Сон и Натан Луис Джэксон | 22 марта 2021 | 1.04                |
| 24      | 4          | «Unforgettable» «Незабываемое»                                       | Билли Вудрафф    | Гвендолин М Паркер и Сьюзен-Лори Паркс             | 22 марта 2021 | 1.07                |
| 25      | 5          | «Young, Gifted and Black» «Молодая, одаренная и черная»              | Энтони Хемингуэй | Сьюзен-Лори Паркс                                  | 23 марта 2021 | 0.98                |
| 26      | 6          | «Amazing Grace» «Невероятная Грейс»                                  | Энтони Хемингуэй | Бекки Мод                                          | 23 марта 2021 | 1.03                |
| 27      | 7          | «Chain of Fools» «Цепь дураков»                                      | Энтони Хемингуэй | Сьюзен-Лори Паркс                                  | 24 марта 2021 | 0.93                |
| 28      | 8          | «No One Sleeps» «Никто не спит»                                      | Энтони Хемингуэй | Сьюзен-Лори Паркс                                  | 24 марта 2021 | 1.03                |

### Сезон 4: Мартин Лютер Кинг и Малкольм Икс (2024)
| № общий | № в сезоне | Название                                       | Режиссёр             | Автор сценария                           | Дата премьеры   | Зрители в США (млн) |
| ------- | ---------- | ---------------------------------------------- | -------------------- | ---------------------------------------- | --------------- | ------------------- |
| 29      | 1          | «Graduation» «Взросление»                      | Ченнинг Годфри Пиплс | Джефф Стетсон                            | 1 февраля 2024  | н/д                 |
| 30      | 2          | «Кто мы такие» «Who We Are»                    | Марта Каннингэм      | Рафаэль Джексон младший и Дэмион Македон | 1 февраля 2024  | н/д                 |
| 31      | 3          | «Protect Us» «Защити нас»                      | Марта Каннингэм      | Рафаэль Джексон младший и Дэмион Македон | 8 февраля 2024  | н/д                 |
| 32      | 4          | «Watch the Throne» «Наблюдение за троном»      | Кристл Роберсон      | Мария Варит-Уэйд                         | 8 февраля 2024  | н/д                 |
| 33      | 5          | «Matriarchs» «Матриархи»                       | Кристл Роберсон      | Сигрид Гилмер                            | 15 февраля 2024 | н/д                 |
| 34      | 6          | «The American Promise» «Американское обещание» | Кристл Роберсон      | Марта Джин Кэмпс                         | 15 февраля 2024 | н/д                 |
| 35      | 7          | «The Sword and the Shield» «Меч и щит»         | Директор Икс         | Кьюран Сквайр                            | 22 февраля 2024 | н/д                 |
| 36      | 8          | «Can You Imagine» «Можешь себе вообразить»     | Директор Икс         | Мария Варит-Уэйд                         | 22 февраля 2024 | н/д                 |

## Отзывы критиков
Первый сезон получил в основном положительные отзывы критиков. На сайте-агрегаторе Rotten Tomatoes сериал держит 75 % «свежести», что основано на 20 рецензиях. На Metacritic рейтинг сериала составляет 65 баллов из ста, что основано на 19 «в общем положительных» отзывах критиков.

## Награды и номинации
- 2017 — 10 номинаций на прайм-таймовую премию «Эмми»: лучший мини-сериал, лучшая режиссура для мини-сериала или телефильма (Рон Ховард за серию «Einstein: Chapter One»), лучший актёр в мини-сериале или телефильме (Джеффри Раш), лучшая основная музыкальная тема (Ханс Циммер, Лорна Балф), лучшие исторические или фэнтезийные костюмы для сериала, мини-сериала или телефильма, лучшее микширование звука для мини-сериала или телефильма, лучший монтаж звука для мини-сериала или телефильма, лучший грим для мини-сериала или телефильма, лучшие причёски для мини-сериала или телефильма, лучшие специальные визуальные эффекты.
- 2018 — номинация на премию «Золотой глобус» за лучшую мужскую роль в мини-сериале или телефильме (Джеффри Раш).
- 2018 — номинация на премию Гильдии киноактёров США за лучшую мужскую роль в мини-сериале или телефильме (Джеффри Раш).
- 2018 — номинация на премию «Выбор критиков» за лучшую мужскую роль второго плана в мини-сериале или телефильме (Джонни Флинн).
- 2018 — две прайм-таймовые премии «Эмми» за лучшую операторскую работу для мини-сериала или телефильма (Матиас Херндль) и за лучшее микширование звука для мини-сериала или телефильма, а также 5 номинаций: лучший мини-сериал, лучший актёр в мини-сериале или телефильме (Антонио Бандерас), лучшие исторические костюмы, лучший грим для мини-сериала или телефильма, лучшие причёски для мини-сериала или телефильма.
- 2019 — номинация на премию «Золотой глобус» за лучшую мужскую роль в мини-сериале или телефильме (Антонио Бандерас).
- 2019 — номинация на премию Гильдии киноактёров США за лучшую мужскую роль в мини-сериале или телефильме (Антонио Бандерас).
- 2019 — три номинации на премию «Выбор критиков»: лучший мини-сериал, лучший актёр в мини-сериале или телефильме (Антонио Бандерас), лучший актёр второго плана в мини-сериале или телефильме (Алекс Рич).
- 2021 — три номинации на прайм-таймовую премию «Эмми»: лучшая актриса в мини-сериале или телефильме (Синтия Эриво), лучшая хореография, лучшее микширование звука для мини-сериала или телефильма.
- 2022 — номинация на премию «Золотой глобус» за лучшую женскую роль в мини-сериале или телефильме (Синтия Эриво).
- 2022 — номинация на премию «Спутник» за лучшую женскую роль в мини-сериале или телефильме (Синтия Эриво).
- 2022 — номинация на премию Гильдии киноактёров США за лучшую женскую роль в мини-сериале или телефильме (Синтия Эриво).
- 2022 — две номинации на премию «Выбор критиков» за лучшую женскую роль в мини-сериале или телефильме (Синтия Эриво) и за лучшую мужскую роль второго плана в мини-сериале или телефильме (Кортни Вэнс).
- 2025 — номинация на премию «Выбор критиков» за лучшую мужскую роль второго плана в мини-сериале или телефильме (Рон Сефас Джонс).